# Pforr (Adelsgeschlecht)

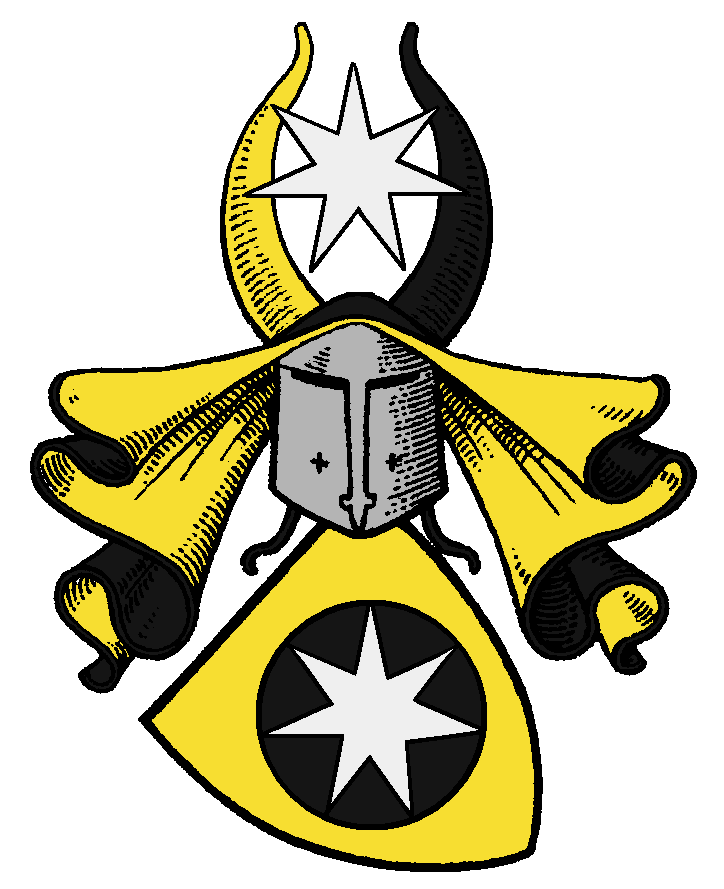
Wappen derer von Pforr

Die Familie von Pforr war im Mittelalter eine ratsfähige Adelsfamilie der Stadt Breisach am Rhein, die später weiterhin dem dortigen Patriziat angehörte. Sie stellte mehrere Schultheißen.

## Geschichte
Erster namentlich bekannter Vertreter war ein W. de Pforre, der 1261 Mitglied des Breisacher Rats war. Ein Wernher von Pforr wurde 1266 genannt. In den Jahren 1290, 1294 und 1296 gehörte Heinrich dem Rat an, ebenso Johannes 1296, der 1301 noch lebte. Im Jahr 1380 war Junker Werner der Ältere Schöffe in Breisach. In den frühen Jahren des Breisacher Klosters Marienau waren die von Pforr auch im Kloster bestimmend gewesen. Katharina von Pforr war in den 1320er/1330er Jahren dort sogar Äbtissin. Da die Pforr von ihren Töchtern immer wieder welche als Nonnen in das Kloster gaben, schenkten sie dem Kloster auch getreulich Güter und Gülten und traten so als dessen Mäzene auf.

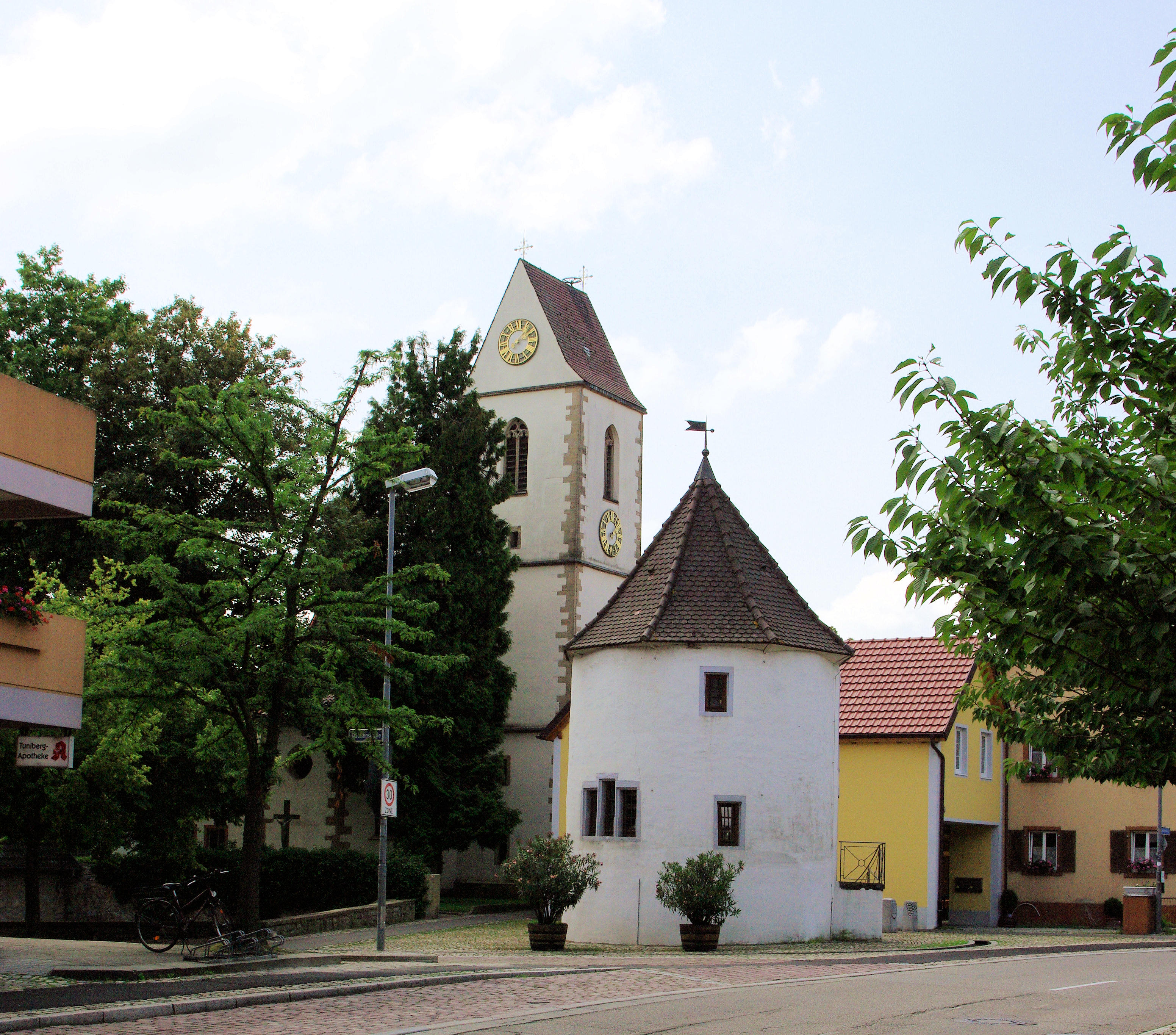
Ein Turm in Munzingen ist der Überrest des im Dreißigjährigen Krieg zerstörten Wasserschlosses, das zur lokalen Herrschaft derer von Pforr gehörte

Die von Pforr besaßen vom Haus Österreich Lehen in Endingen, die sie bis zum Tod des Herzogs Reinold von Urslingen gemeinsam mit diesem gehabt haben. Werlin (Werly) von Pforr empfing 1430/1435 von Österreich einen Teil der Veste Limpurg. Hans Werner von Pforr bekam 1478 die Hälfte der Burg Namsheim als österreichisches Pfandlehen, das er 1482 verkaufte. Zudem hatte das Geschlecht Lehen von den Grafen von Fürstenberg, den Herren von Rappoltstein und von Staufen. Anfang des 16. Jahrhunderts erwarben sie das Schloss zu Munzingen. Neben dem im Dreißigjährigen Krieg größtenteils zerstörten Wasserschloss Munzingen stand ein Gutshof, der zum Schloss Reinach ausgebaut wurde. Anlass für die urkundlich Erwähnung von Schloss Reinach war die Hochzeit von Hans Adam von Pforr mit Maria Cleopha von Reinach, von denen auch der 1626 gestiftete Taufstein in der Munzinger St. Stephanskirche rührt.
Bis zum Spätmittelalter ist eine verwandtschaftliche Einordnung der Familienmitglieder derer von Pforr nur bei wenigen Personen möglich. In jungen Jahren wurde Junker Hans Werner von Pforr 1444 vom Burgherrn Ritter Wilhelm von Grünenberg als oberster Vogt der Veste und Herrschaft Rheinfelden eingesetzt. 1469 war er Statthalter und Amtmann der Herrschaft Burgheim. Sein Sohn Gervasius von Pforr war der erste Bürgermeister von Breisach aus der Familie. 1490 wurde er „Altbürgermeister“ genannt, musste daher das Amt vorher bereits ausgeübt haben, das er im Jahr 1516 wiederum innehatte. Nach Gervasius (gestorben zwischen 1523 und 1532) kam dessen Neffe Paul von Pforr zum Schultheißenamt von Breisach; er wurde 1524 als Altschultheiß erwähnt. In den Jahren 1548 und 1554 war der Sohn von Gervasius, Hans Jacob von Pforr, Bürgermeister von Breisach. Ein weiterer Bürgermeister war Pauls Urenkel Philipp Jakob zu Munzingen, der das Amt 1602 innehatte.
Der 1483 verstorbene Antonius von Pforr war der Übersetzer des Buches der Beispiele, einer literaturgeschichtlich einflussreichen Übersetzung der indischen Geschichtensammlung Panchatantra.
Antonius von Pforr (* um 1410/15; † 1483) war Dekan in Endingen und ist 1460 als kaiserlicher Notar belegt. Ab 1472 im Umfeld der Pfalzgräfin Mechthild in Rottenburg, wo er zuletzt 1477 als Kirchherr und Hofkaplan urkundete, übertrug er das von ihm so genannte „Buch der Beispiele der alten Weisen“ in deutsche Prosa und widmete es dem Sohn der Mechthild, dem württembergischen ersten Herzog Eberhard im Bart. Diesem Buch galt das Interesse des zeitgenössischen Adels, so etwa von Graf Wolfgang von Fürstenberg. Zeitweise hatte Antonius von Pforr auch in Diensten des Erzherzogs Siegmund von Tirol gestanden.
Als das Geschlecht von Pforr um die Mitte des 17. Jahrhunderts erloschen war, erbte ein Zweig der von Kageneck von ihm viele Güter im Breisgau und wurde dort ansässig. Nach dem Tod der letzten Frau von Pforr (1659) war die Ortsherrschaft Munzingen zwischen den Erben, von Reinach und von Kageneck, geteilt. Mit dem Pforr'schen Wappen behauene Grenzsteine (von 1575) erinnern in Munzingen noch an die Gutsherrschaft derer von Pforr.
Im Breisacher Stephansmünster sind mehrere Angehörige des Geschlechts von Pforr zu Grab gelegt, wovon heute noch die wappengeschmückten Grabplatten des 14. bis 16. Jahrhunderts zeugen.

## Wappen

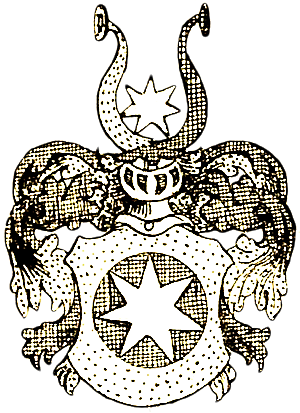
Wappen derer von Pforr (1449)

Blasonierung: In Gold eine schwarze Scheibe belegt mit einem silbernen Stern von (meistens) sieben Strahlen. Die Helmzier mit dem silbernen Stern zwischen zwei Hörnern, das vordere in Gold, das hintere in Schwarz. Die Helmdecken außen Schwarz, innen Gold.
Beim Stern kommen auch Varianten mit sechs oder acht Strahlen vor. Die Tinkturen der Hörner in der Helmzier kommen auch vertauscht vor, und bei den Helmdecken besteht eine Variante mit Silber an Stelle von Gold. Ein anderes Oberwappen besteht aus dem Stern auf einem schwarzen Jagdhorn. Diese Helmzier, auf einer Helmkrone, benutzte Antonius von Pforr 1460 urkundlich als sein Notariatssignet.